# Cyclosurus mariei
Espèce
Cyclosurus mariei est une espèce de mollusque gastéropode terrestre ou d'escargot appartenant à la famille des Cyclophoridae.  

## Habitat
Cette espèce était endémique de Mayotte

## Extinction
Son extinction serait la cause de la déforestation. Cette espèce a été redécouverte en 2001 bien qu'il y ait peu de chance qu'elle survive encore.